# São Félix do Xingu (gemeente)
São Félix do Xingu is een gemeente in de Braziliaanse deelstaat Pará. De gemeente telt 124.806 inwoners (schatting 2017).

## Aangrenzende gemeenten
De gemeente grenst aan Água Azul do Norte, Altamira, Anapu, Cumaru do Norte, Marabá, Novo Repartimento, Ourilândia do Norte, Parauapebas, Santana do Araguaia, Senador José Porfírio, Tucumã, Peixoto de Azevedo (MT) en Santa Cruz do Xingu (MT).